# Anaplectus porosus
Anaplectus porosus är en rundmaskart som beskrevs av Allen och Noffsinger 1968. Anaplectus porosus ingår i släktet Anaplectus och familjen Plectidae. Inga underarter finns listade i Catalogue of Life.